# Toxique
Toxique (francouzská výslovnost [toksik]) byla česká hudební skupina, která se výrazně prosadila na české hudební scéně v roce 2008 se svým debutovým albem Toxique. Do října roku 2015 skupina fungovala ve složení Klára Vytisková (zpěv), Patrick Karpentski (kytara), Viliam Béreš (klávesy), Jan Lstibůrek (basová kytara) a Roman Vícha (bubny).
Toxique hráli retro pop, soul-jazz a grooverock. Za své vzory pokládali Amy Winehouse, Stevieho Wondera, Gwen Stefani a Johna Mayera, ze skupin pak Moloko, Morcheeba aj. Spolupracovali s umělci jako je Lenka Dusilová nebo Kamil Střihavka.
V září 2010 vydali druhé album Outlet People. To posunulo Toxique od retropopu a milých melodií hlavně do surového electropopu plného syntezátorů. Toto album bylo kritikou pochvalně přijato.

Jejich třetí deska s názvem Tips for Grown Up Kids byla vydána v roce 2012.

## Diskografie
- Toxique (2008)
- Outlet People (2010)
- Tips for Grown Up Kids (2012)